# Dactyloceras barnsi
Dactyloceras barnsi is een vlinder uit de familie herfstspinners (Brahmaeidae). De wetenschappelijke naam is voor het eerst geldig gepubliceerd in 1924 door Joicey & Talbot.
De soort komt voor in het Afrotropisch gebied.